# فرونتير (حاسوب عملاق)
حاسوب فرونتير (كمبيوتر عملاق) هو حاسوب فائق السرعة، أو OLCF-5، ويعتبر فرونتير أول وأسرع حاسوب عملاق إكساسكيل في العالم، يستضاف في مرفق حوسبة للقيادة (OLCF) في ولاية تينيسي، في الولايات المتحدة، واشتغل لأول مرة في عام 2022. ويستند إلى Cray EX وهو الخلفية الحاسوبية للقمة (OLCF-4). اعتبارًا من شهر آذار/مارس 2023، ويعد فرونتير أسرع حاسوب عملاق في العالم. ولقد حقق أعلى مستوى من العمليات الحوسبية بحوالي 1.102 كوينتليون عملية في الثانية، باستخدام وحدات المعالجة المركزية إي إم دي ووحدات معالجة الرسومات. وبقياس 62.86 جيجا فلوب/ واط، تصدر حاسوب فرونتير قائمة Green500 لأكثر الحواسيب العملاقة كفاءة، التي تم التخلص منها واهمالها بسبب حاسوب Henri العملاق التابع لمعهد Flatiron في شهر نوفمبر 2022.

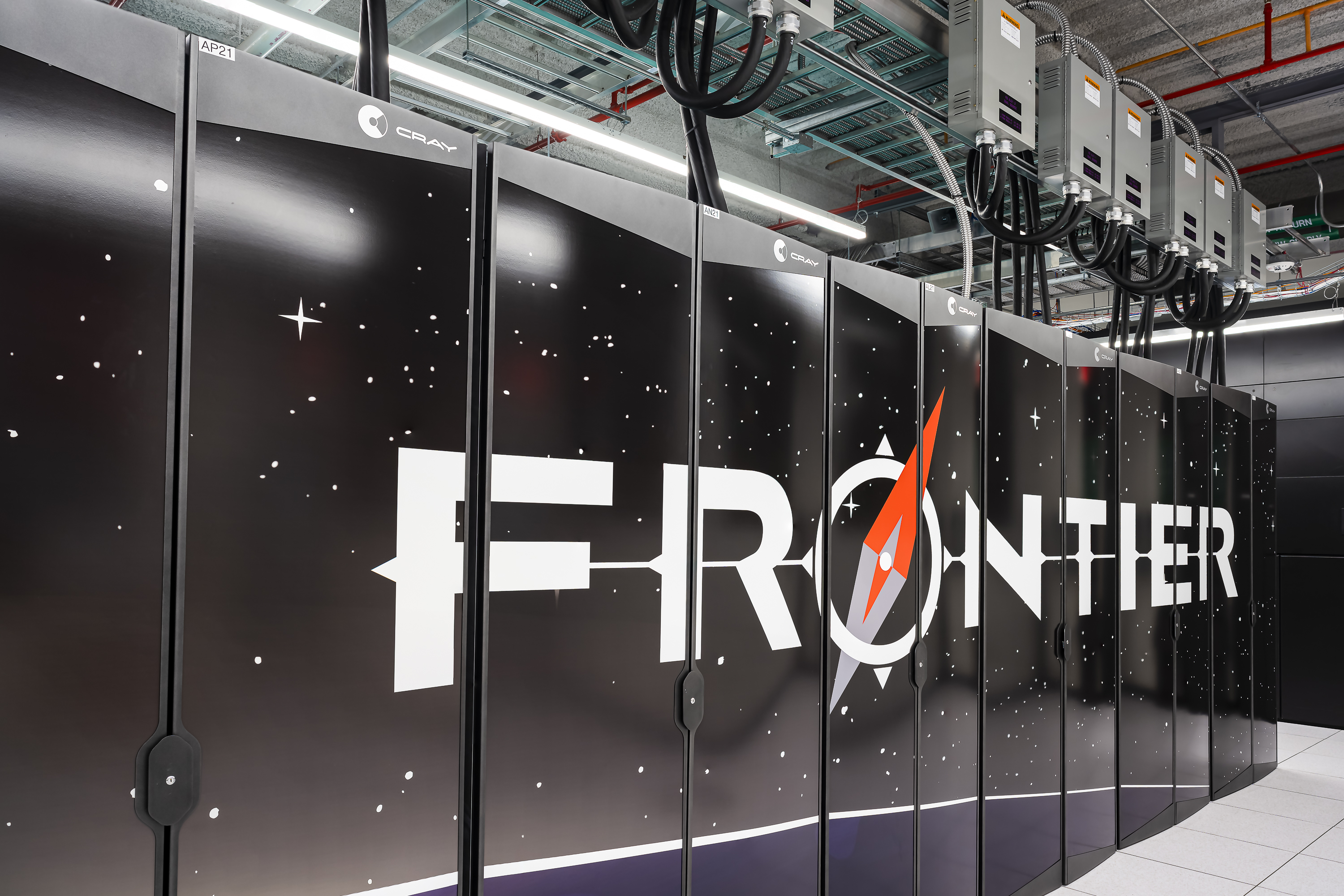
حاسوب (فرونتير) العملاق الفائق السرعة

## التاريخ
كلف التصميم الأصلي مئات الآلاف من وحدات معالجة الرسومات و 150-500 ميجاوات من الطاقة الكهربائية. ولقد تعاونت شركة أوك ريدج مع شركة HPE Cray و AMD لبناء النظام.
صنعت الآلة بتكلفة 600 مليون دولار أمريكي. وبدأ تركيبه والعمل بهِ في عام 2021، ووصل إلى كامل طاقته في عام 2022. ولقد سجل 1.1 exaflops Rmax في مايو 2022، مما يجعله أسرع حاسوب عملاق في العالم كما أختبر في إصدار يونيو 2022 من قائمة TOP500، ليحل محل حاسوب Fugaku الياباني، إن حاسوب فرونتير أقوى ب 147 مرة من أول حاسوب عملاق تم تصميمهُ وهو أقوى مرتين من حاسوب Fugaku في اليابان الذي كان يعتبر أقوى وأسرع حاسوب في العالم وفق احصائية سنة 2022.
عند إصداره، تصدّر الحاسوب فرونتير العملاق قائمة Green500 لأكثر الحواسيب العملاقة كفاءة، حيث أختبر عند 62.68 جيجا فلوب/ واط. وقال توماس زكريا، مدير ORNL: "إن فرونتير تستهل حقبة جديدة من حوسبة الإكساسكيل لحل أكبر التحديات العلمية في العالم." وأضاف: "يقدم هذا الإنجاز مجرد معاينة لقدرات فرونتير التي لا مثيل لها كأداة للاكتشاف العلمي. إنه نتيجة أكثر من عقد من التعاون بين المختبرات الوطنية والأوساط الأكاديمية والصناعات الخاصة، بما في ذلك مشروع Exascale للحوسبة التابع لوزارة الطاقة، وهو نشر التطبيقات وتقنيات البرامج والأجهزة والتكامل الضروري لضمان التأثير في الإكساسكيل".
مع هذه القدرة الفائقة لحاسوب فرونتير فإن مسألة تشغيلهِ ليست بالأمر الهين فهذا الحاسوب الفائق يحتاج لتشغيلهِ بنى تحتية خاصة، فنظراً لارتفاع درجة حرارتهِ فإنه قد يكون معرضاً للتلف أو الذوبان لذلك تطلب لأجل تبريدهِ وضعهُ في غرفة خاصة بمساحة قد تجاوزت 680 متراً مربعاً تتدفق فيها مياه عبر مضخات بما يعادل نحو 22 ألف لتر ماء في الدقيقة الواحدة والمضخة الواحدة تعمل بقوة 350 حصاناً بخارياً أي أن بأستطاعتها أن تملأ مسبحاً أولمبياً في أقل من ساعة، كما أن الحاسوب فرونتير العملاق يضم 74 خزانة تحوي كل منها على كابلات يتجاوز طولها 1.6 كيلومتر.
أما عن استعمالاته فقد أكدت الجهات الممولة للحاسوب وهي وزارة الطاقة الأمريكية بأن الحاسوب سيتعامل مع المشكلات التي لا تستطيع الحواسيب العادية التعامل معها.